# Blokové hlasování
Blokové hlasování se někdy též nazývá blokové stranické hlasování, anglicky block vote nebo block party vote. Podobně jako je tomu v relativně většinovém systému (nazýván též systém prvního v cíli nebo zkratkou FPTP) mají voliči pouze jeden hlas, avšak hlasují pro kandidátku jako celek. Kandidátka proto má tolik kandidátů, kolik je v obvodu k dispozici mandátů. Všechny rozdělované mandáty pak v daném obvodě získá kandidátka s největším počtem hlasů.